# Заветное (Ленинградская область)
Заветное (до 1948 года Сиирлахти, фин. Siirlahti) — посёлок в Севастьяновском сельском поселении Приозерского района Ленинградской области.

## Название
Топоним Сиирлахти происходит от антропонима.
Зимой 1948 года деревне было присвоено наименование Заветное. Переименование было закреплено указом Президиума ВС РСФСР от 13 января 1949 года.

## История
До 1939 года деревня Сиирлахти входила в состав волости Ряйсяля Выборгской губернии Финляндской республики.
С 1 января 1940 года в составе Карело-Финской ССР.
С 1 августа 1941 года по 31 июля 1944 года финская оккупация.
С 1 ноября 1944 года в составе Кексгольмского района.
С 13 января 1949 года учитывается как деревня Заветное. В ходе укрупнения хозяйства к деревне были присоединены соседние селения Юоксемакюля, Виртеля, Силила, Корналахти и Мелься.
С 1 июня 1954 года в составе Богатырёвского сельсовета.
С 1 февраля 1963 года — в составе Выборгского района.
С 1 января 1965 года — вновь в составе Приозерского района.
По данным 1966, 1973 и 1990 годов посёлок Заветное входил в состав Богатырёвского сельсовета.
В 1997 году в посёлке Заветное Богатырёвской волости постоянного населения не было, в 2002 году — проживали 9 человек (все русские).
В 2007 году в посёлке Заветное Севастьяновского СП вновь не было постоянного населения, в 2010 году — проживали 12 человек.

## География
Посёлок расположен в северо-западной части района на автодороге 41К-762 (подъезд к пос. Заветное).
Расстояние до административного центра поселения — 10 км.
Расстояние до ближайшей железнодорожной станции Кузнечное — 24 км.
Посёлок находится на западном берегу озёра Большое Заветное.

## Демография
| 2007 | 2010 | 2017 |
| ---- | ---- | ---- |
| 0    | ↗12  | ↘0   |

## Улицы
Боровая, Грибная, Хвойная, Центральная.